# وزارة التعمير وإعداد التراب الوطني (المغرب)
وزارة التعمير وإعداد التراب الوطني هي وزارة مغربية مكلفة بإعداد وتنفيذ سياسة الحكومة في ميادين إعداد التراب الوطني والتعمير والهندسة المعمارية كما تساهم في إعداد السياسات الحكومية المتعلقة بمجال التنمية القروية بتنسيق مع القطاعات المعنية. استقلّت وزارة التعمير وإعداد التراب الوطني من وزارة السكنى وسياسة المدينة في 10 أكتوبر 2013 خلال تعيين حكومة بنكيران الثانية وذلك راجع للطابع الاستراتيجي الذي يكتسيه قطاع التعمير والدور الذي يلعبه في التنمية الاقتصادية والاجتماعية والعمرانية.

## الهيكل التنظيمي
تشتمل وزارة التعمير وإعداد التراب الوطني بالإضافة إلى الديوان على عدة مصالح غير ممركزة وإدارة مركزية.
تتكون الإدارة المركزية من:
- الكتابة العامة
- المفتشية العامة
- مديرية إعداد التراب الوطني
- مديرية دعم التنمية المجالية
- مديرية التعمير
- مديرية الهندسة المعمارية
- مديرية الشؤون القانونية
- مديرية الموارد البشرية والوسائل العامة
- مديرية التواصل والتعاون والنظم المعلوماتية

## قائمة الوزراء
| الوزير | الوزير | الوزير      | الحزب | الحزب          | تواريخ العهدة  | تواريخ العهدة |
| ------ | ------ | ----------- | ----- | -------------- | -------------- | ------------- |
| 1      |        | محند العنصر |       | الحركة الشعبية | 10 أكتوبر 2013 | 20 ماي 2015   |
| 2      |        | إدريس مرون  |       | الحركة الشعبية | 20 ماي 2015    | الآن          |